# Guitare « J'aime Eva »
Guitare « J'aime Eva » est un tableau réalisé par Pablo Picasso à l'été 1912. Cette huile sur toile est une nature morte cubiste représentant une guitare. Elle est conservée au musée Picasso, à Paris.

## Expositions
- Apollinaire, le regard du poète, musée de l'Orangerie, Paris, 2016 — n°110.